# Soncourt
Soncourt ist eine französische Gemeinde im Département Vosges in der Region Grand Est (bis 2015 Lothringen). Sie gehört zum Kanton Mirecourt im Arrondissement Neufchâteau. Die Bewohner nennen sich Sunnicurtien(ne)s.

## Geografie
Die Gemeinde Soncourt liegt auf 370 Metern über Meereshöhe am Fluss Aroffe am Westrand der Landschaft Xaintois an der Grenze zum Département Meurthe-et-Moselle. Sie grenzt im Norden an Aroffe, im Nordosten an Tramont-Saint-André, im Osten an Vicherey, im Südosten an Pleuvezain, im Süden an Rainville und im Westen an Aouze.

## Bevölkerungsentwicklung
| Jahr      | 1962 | 1968 | 1975 | 1982 | 1990 | 1999 | 2008 | 2020 |
| Einwohner | 84   | 84   | 78   | 79   | 80   | 64   | 56   | 43   |

|  |  |